# Kloster Kemnath

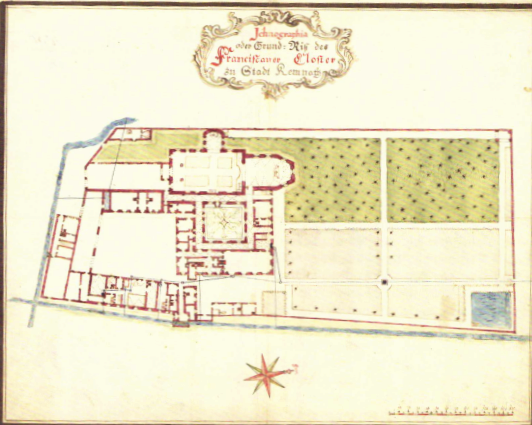
Grundriss des Franziskanerklosters Kemnath

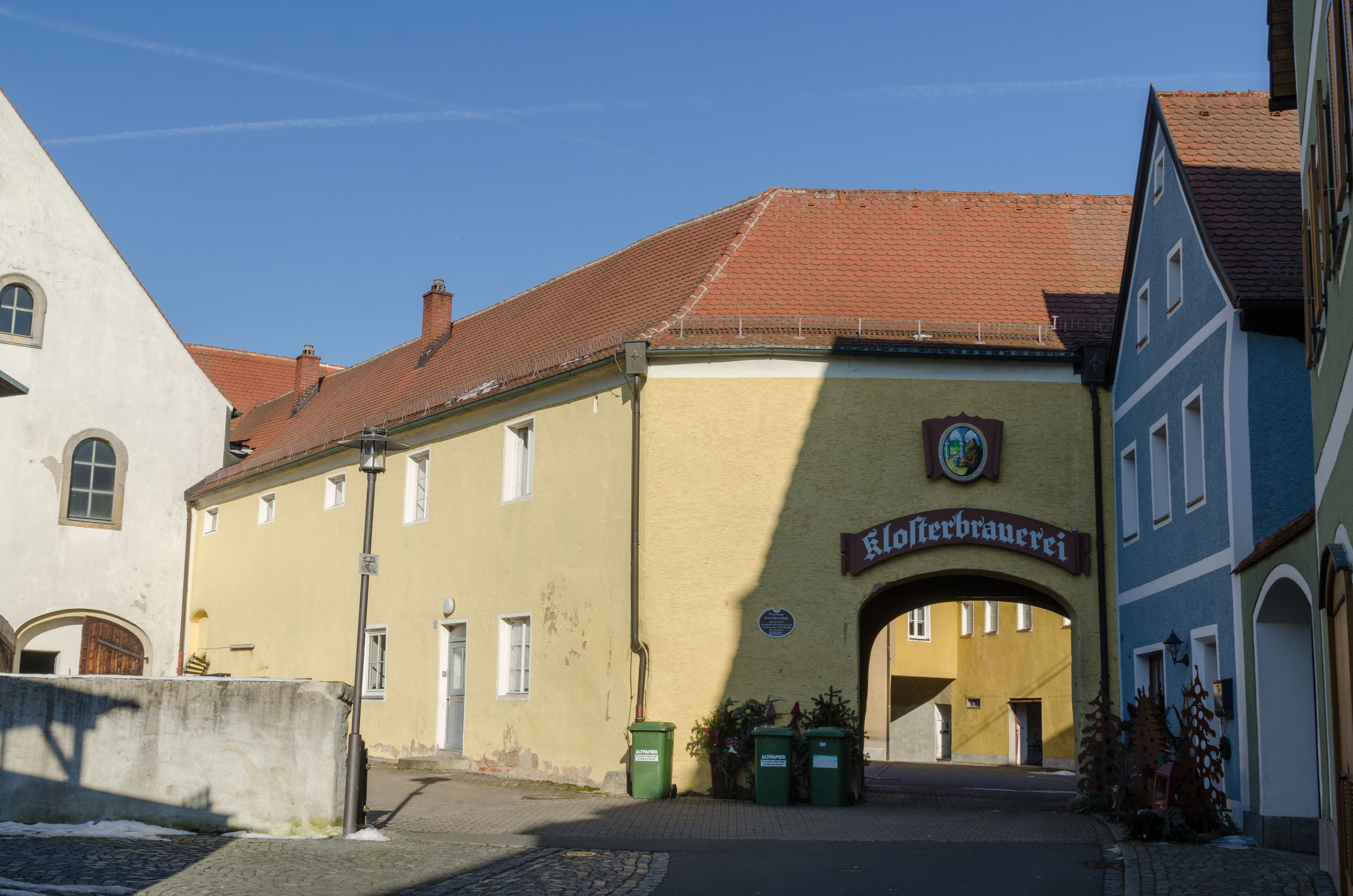
Ehemaliges Franziskanerkloster Kemnath

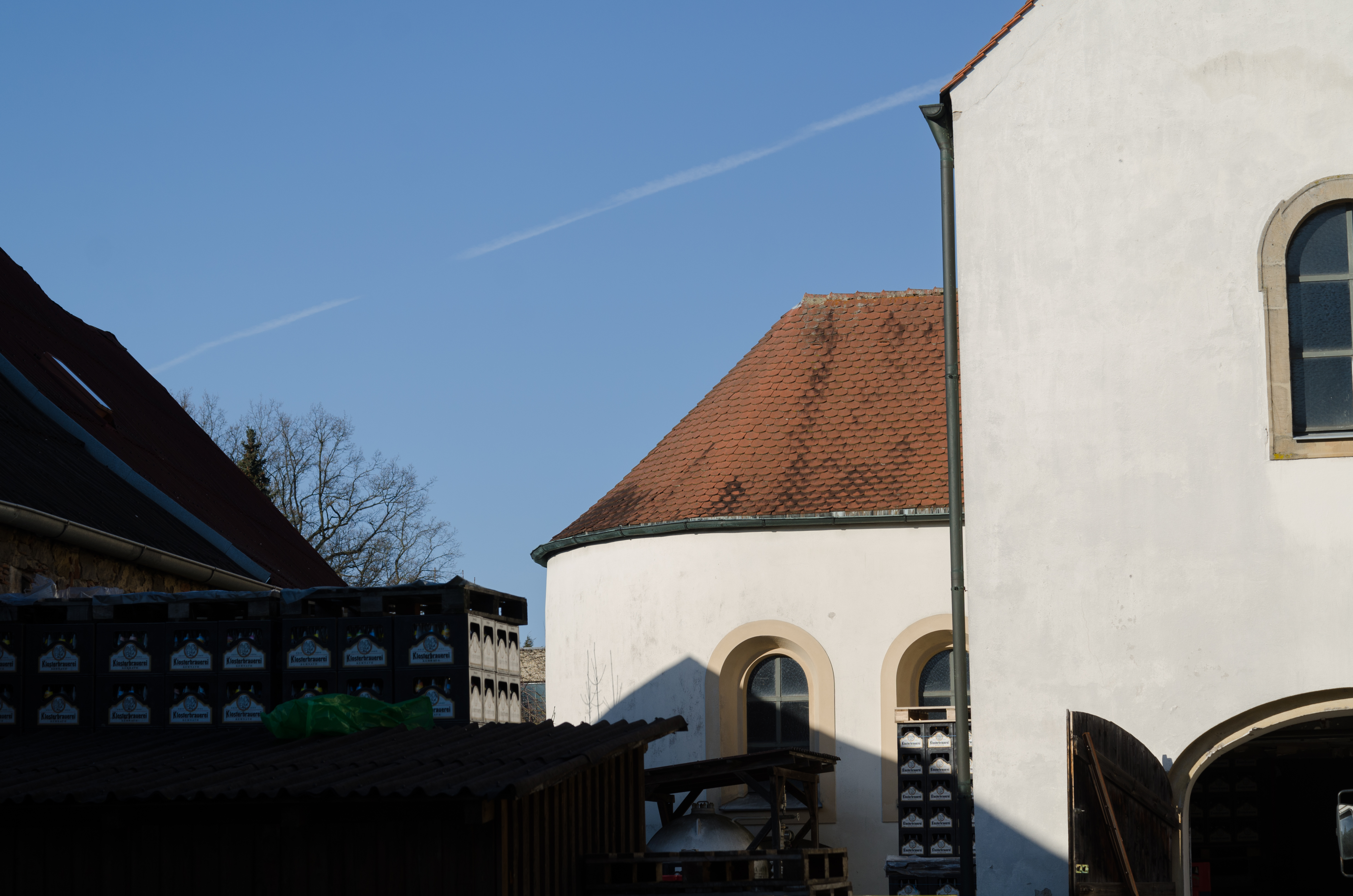
Franziskanerkirche Kemnath

Das Kloster Kemnath ist ein ehemaliges Kloster der Franziskaner-Reformaten in Kemnath in Bayern in der Diözese Regensburg.

## Geschichte
Am 12. September 1657 wandte sich Stadtmagistrat von Kemnath an das Bischöfliche Konsistorium bzw. an den Provinzial der Bayerischen Franziskanerprovinz, Pater Ludwig Gerlspöck, mit der Bitte, Zustimmung zum Bau eines Klosters für den Orden der Franziskaner zu geben. Ein passender Platz und Mittel für die Errichtung wurden von der Stadt zur Verfügung gestellt. Am 21. Januar 1658 genehmigten auf Ersuchen des Konsistoriums dies der Kurfürst Ferdinand Maria von Bayern und der Bischof von Regensburg Franz Wilhelm von Wartenberg. Am 27. Mai 1658 fand der Einzug der ersten Franziskaner (zwei Patres und zwei Laienbrüder) statt. Da der Platz nicht für den Bau einer Klosterkirche reichte, wurde am 5. März 1660 mit dem Bürger Rupprecht Fraunholf ein Vertrag über den Ankauf des angrenzenden Gartens beschlossen. Am 31. November 1660 fand die Grundsteinlegung statt. Im Frühjahr wurde der Klosterbau nach Plänen von Frater Hugolin Partenhauser in Angriff genommen und am 13. Juli 1662, dem Tag des heiligen Antonius von Padua, zogen die Franziskaner in den Neubau ein. Danach wurde mit dem Bau der Kirche begonnen; diese konnte am 3. Mai 1665 von Bischof Adam Lorenz von Toerring-Stein feierlich eingeweiht werden. Das Patrozinium wurde auf Bitten der Kurfürstin Henriette Adelheid von Bayern auf den heiligen Antonius festgelegt.
Das Wirken der Franziskaner ging über den Ort hinaus, sie unterstützten die Landpfarrer, hielten Missionen (viele Oberpfälzer waren damals lutherisch) ab und führten jährlich ein Passionsspiel auf. Lange Zeit war ihnen auch die Betreuung der Wallfahrtskapelle und des Hospizes auf dem Armesberg anvertraut. Die 1693 in Kemnath gegründete St.-Antonius-Bruderschaft zählte bald über 600 Gläubige. Zur Blütezeit waren in dem Kloster 23 Patres, fünf Kleriker und acht Laienbrüder. Die Franziskaner hatten so großen Zulauf, dass aufgrund der Klagen des Stadtpfarrers das bischöfliche Ordinariat in Regensburg 1750 bzw. 1785 sogar zeitgleiche Messen in der Klosterkirche während der Pfarrgottesdienste untersagen musste.
Am 4. Juli 1758 brach ein Brand aus, der das Kloster, die Kirche samt Malz- und Bräuhaus einäscherte. Nur die Mauern der Kirche und des Klosters blieben erhalten. Aufgrund der Spendenbereitschaft der Bevölkerung und der Unterstützung durch die Äbte von Waldsassen, Speinshart und Michelfeld war das Kloster nach drei Jahren wieder errichtet.

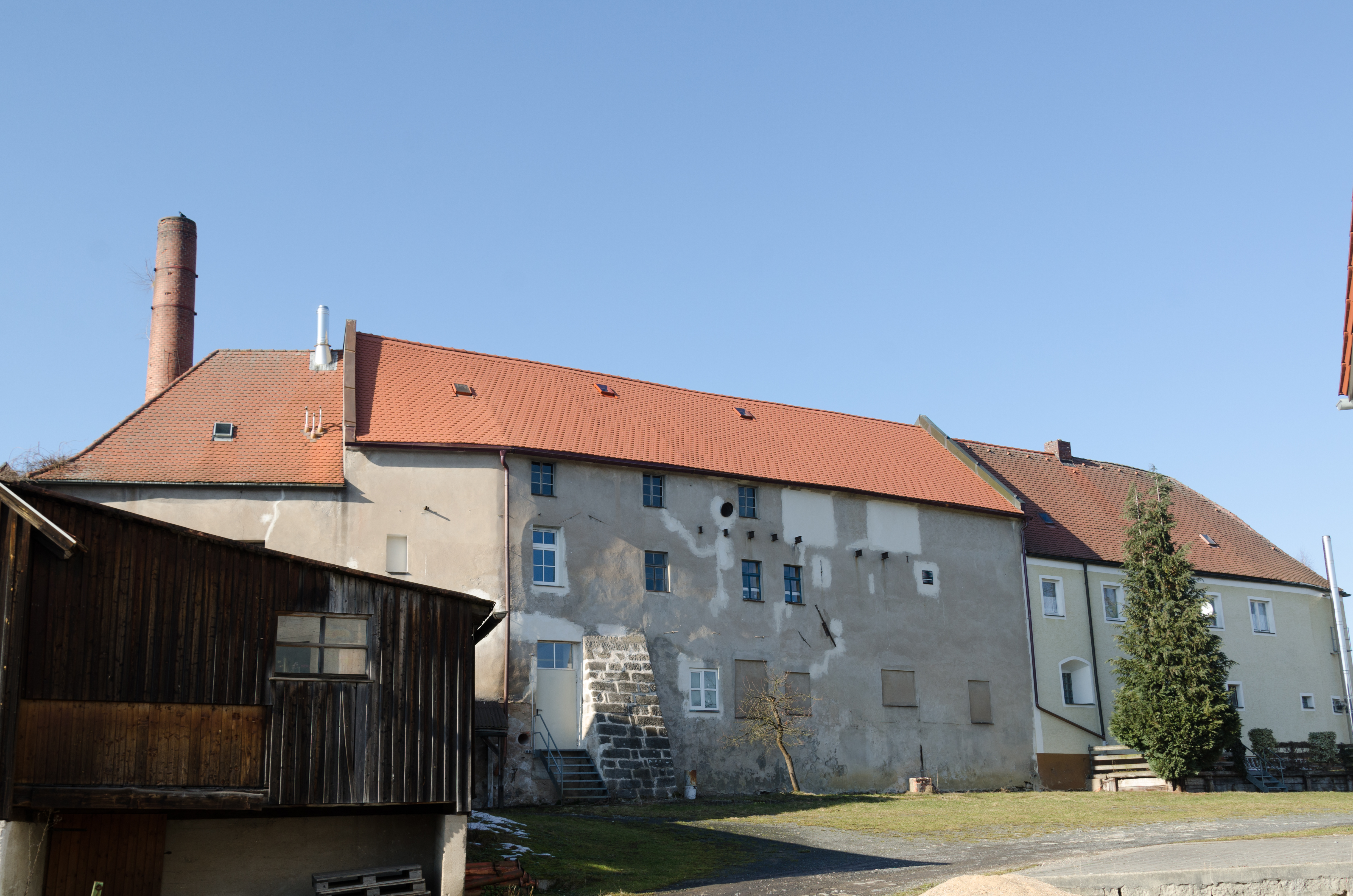
Franziskanerkloster Kemnath (Rückseite heute)

## Aufhebung des Klosters 1802
Bereits 1801 zeichnete sich das Ende des Klosters ab. Die „Spezialkommission für Klostersachen“ erließ damals die Anordnung, alle wertvollen kirchlichen Gerätschaften zu erfassen und darüber einen Bericht einzureichen. Der Landrichter Max Joseph Freiherr von Gravenreuth musste als „Aufhebungs-Kommissär“ die Säkularisation durchführen.
Am 17. April 1802 wurde entschieden, dass die Mönche Kemnath verlassen mussten; die Patres Guardian Hildebert Mehler, Vikar Irenäus Dobler, Beatus Greiner, Matthias Burkhard, Procopius Donhauser und Frater Xystus Kälbel verließen Kemnath in Richtung des Zentralklosters Freystadt, im September 1803 kamen sie nach Neukirchen beim Hl. Blut. In den Konvent von Dietfurt wurden die Patres Menardus Merl und Salomon Kratzer sowie die Fratres Hospitus Böhm (Bräu), Hortulanus Harrer (Gärtner) und Konrad Reiß (Bräu) beordert. Frater Florentian Ziegsperger wurde nach Oberaltaich, Frater Proculus Angerer in die Kartause Prüll und Frater Samuel Krämer nach Prüfening versetzt. Am 1. Mai 1802 lasen der Guardian und vier Priester nochmals die Messe, dann zogen sie mit sieben Wagen und zwei Kutschen ab.
Der Stadtpfarrer Josef Johann von Clerambault wurde beauftragt, die Kirche „in aller Stille und ohne Erregung von Aufsehen zu exsecieren“. Die Statue der Schmerzhaften Muttergottes wurde am 21. Mai 1802 feierlich in die Stadtpfarrkirche von Kemnath übertragen. Teile der Kircheneinrichtung kamen in die Kirchen von Erbendorf (Hochaltar, die Orgel, das Pflaster (!) und das hölzerne Kommuniongitter) und Waldershof (zwei Nebenaltäre und Kanzel). Die Turmglocke wurde von der Stadt Kemnath für die Friedhofskirche angekauft.
Aufgelöst wurde auch die Klosterbibliothek, die nach dem Brand von 4. Juli 1758 wieder auf 3579 Werke angewachsen war. Grund für den großen Buchbestand dürfte sein, dass Kemnath von 1718 bis 1771 ein Studienkloster war, in dem eine wissenschaftliche Ausbildung des Ordensnachwuchses erfolgte (studium philosophicum). Neben verschiedenen Ausgaben der Heiligen Schrift befanden sich hier auch Werke der Schriftausleger Dionysius Cartusiensis, Cornelius a Lapide und Thomas Leblanc. Auch die Kirchenväter und -lehrer waren zahlreich vertreten (z. B. Albertus Magnus, Ambrosius von Mailand, Augustinus von Hippo, Basilius, Johannes Chrysostomus). Nach einer Mitteilung des Ortsgeistlichen Joseph von Clerambault wurde ein Teil des Bücherbestandes beim Auszug von den Mönchen mitgenommen. An den Ortsgeistlichen erging dann die Anweisung, die unbrauchbaren und schädlichen Bücher (Andachtsliteratur, Pastoraltheologie, Katechetik) auszumustern, diese gingen an einen Händler zur weiteren Verwertung. Als brauchbare Bücher verblieben 163 Werke, darunter die Bibelausgaben, Bibelkommentare und -konkordanzen sowie die Werke der Kirchenväter und -lehrer (besonders Thomas von Aquin, Flavius Josephus, Ulisse Aldrovandi, Samuel von Pufendorf), darunter befanden sich auch etliche Inkunabeln und Frühdrucke. Auf Anweisung der Kurfürstlich oberpfälzischen Landesdirektion sollte der Amberger Dogmatikprofessor Marian Dobmayer eine Empfehlung für die künftige Nutzung abgeben. Nach seinem Vorschlag sollte ein Teil des Bestandes einer öffentlichen Bibliothek überlassen werden und der Rest für den Aufbau einer Dekanatsbibliothek verwendet werden. Über das weitere Schicksal der Buchsammlung fehlen alle Angaben, jedenfalls berichtet das Rentamt Kemnath 1811, dass sich im Kloster keine Bibliothek mehr befinde. Nur wenige Einzelstücke aus dem Kemnather Kloster werden heute noch in öffentlichen Bibliotheken aufbewahrt.
Kirche, Kloster und Bräuhaus (weitergeführt als Klosterbrauerei Kemnath) wurden von Kemnather Bürgern erworben. Das meiste wurde von dem Seilermeister Johann Steininger und den beiden Metzgermeistern Paul und Simon Zizlmann gekauft. Zuerst wollten sie die Kirche in einen Stall umwandeln, letztlich wurde sie von ihnen als Scheune verwendet. Die Käufer beantragten auch eine Tafernwirtschaft, was ihnen am 15. Oktober 1802 von der Landesdirektion Amberg auch genehmigt wurde. Das angrenzende Ausgeherhaus wurde von dem kurfürstlichen Landgerichts-Prokurator Georg Gangwolff erworben.
Mit der Aufhebung des Klosters war die Säkularisation aber noch nicht beendet. Im April 1803 erging die Anweisung, dass alle überflüssigen Kirchen und Kapellen geschlossen und Bildsäulen demoliert werden sollten. Diese Vernichtung des tradierten kultischen Gutes fügte der Landbevölkerung tiefes Leid zu; das von dem Minister Maximilian von Montgelas angeordnete „Türenschließen“ wurde aber mit Androhung von Gewalt und durch Anwendung von Gewalt durchgesetzt.